# Stygobromus mackini
Stygobromus mackini är en kräftdjursart som beskrevs av Leslie Raymond Hubricht 1943. Stygobromus mackini ingår i släktet Stygobromus och familjen Crangonyctidae. Inga underarter finns listade i Catalogue of Life.